# الیگنان-دو-ونت
الیگنان-دو-ونت (به فرانسوی: Alignan-du-Vent) یک کمون در فرانسه است که در Canton of Servian واقع شده‌است.

## خصوصیات
الیگنان-دو-ونت ۱۷٫۳ کیلومترمربع مساحت و ۱٬۴۵۱ نفر جمعیت دارد و ۱۰۵ متر بالاتر از سطح دریا واقع شده‌است.